# Julie Michaux
Julie Michaux (* 12. Februar 2002 in Dunkerque) ist eine französische Bahnradsportlerin, die in den Kurzzeitdisziplinen aktiv ist.

## Sportlicher Werdegang
Julie Michaux spielte zunächst Basketball. 2019, in ihrem ersten Jahr als Radsportlerin, wurde sie französische Junioren-Meisterin im 500-Meter-Zeitfahren, und sie beendete ihre Laufbahn als Basketballspielerin. Im Sprint der Juniorinnen belegte sie Rang zwei und in der Elite Rang drei.
Ab 2021 startete Michaux ausschließlich in der Elite und belegte bei den nationalen Meisterschaften Platz zwei im Sprint und jeweils Platz drei in Keirin und im Zeitfahren. Beim dritten Lauf des UCI Track Cycling Nations’ Cup 2022 in Cali, Kolumbien, errang sie gemeinsam mit Mathilde Gros und Taky Marie-Divine Kouamé im Teamsprint die Bronzemedaille.
Trainer von Michaux war bis 2021 der mehrfache Weltmeister Kévin Sireau, seit ihrem Wechsel zu US Creteil 2022 wird sie gemeinsam mit Gros und Kouamé von Nationaltrainer Grégory Baugé betreut.

## Erfolge
2019
- Französische Junioren-Meisterin – 500-Meter-Zeitfahren

2022
- U23-Europameisterschaft – Sprint